# UEFA U-21欧州選手権2017 (予選)・グループ8
UEFA U-21欧州選手権2017 (予選)・グループ8は、UEFA U-21欧州選手権2017 (予選)のグループ8の結果をまとめたものである。このグループは、オランダ、スロバキア、トルコ、ベラルーシ、キプロスの5チームで構成される。
1位チームはUEFA U-21欧州選手権2017本大会の出場権を獲得する。2位チームは他の組の2位チームと比較して、上位4チームがプレーオフに進出する。プレーオフで勝利したチームが本大会の出場権を獲得する。

## 順位表
| チーム     | 試 | 勝 | 分 | 敗 | 得 | 失 | 差  | 点 |
| ---------- | -- | -- | -- | -- | -- | -- | --- | -- |
| スロバキア | 8  | 6  | 1  | 1  | 21 | 6  | +15 | 19 |
| オランダ   | 8  | 4  | 2  | 2  | 15 | 10 | +5  | 14 |
| トルコ     | 8  | 3  | 2  | 3  | 7  | 8  | −1  | 11 |
| ベラルーシ | 8  | 2  | 2  | 4  | 7  | 11 | −4  | 8  |
| キプロス   | 8  | 1  | 1  | 6  | 4  | 19 | −15 | 4  |

| チーム  | チーム     | AWAY           | AWAY         | AWAY       | AWAY           | AWAY         |
| チーム  | チーム     | スロバキアの旗 | オランダの旗 | トルコの旗 | ベラルーシの旗 | キプロスの旗 |
| ------- | ---------- | -------------- | ------------ | ---------- | -------------- | ------------ |
| H O M E | スロバキア | X              | 4 - 2        | 5 - 0      | 3 - 1          | 2 - 0        |
| H O M E | オランダ   | 1 - 3          | X            | 0 - 0      | 1 - 0          | 4 - 0        |
| H O M E | トルコ     | 1 - 1          | 0 - 1        | X          | 1 - 0          | 0 - 1        |
| H O M E | ベラルーシ | 1 - 0          | 2 - 2        | X          | 0 - 2          | 2 - 2        |
| H O M E | キプロス   | 3 - 0          | 1 - 4        | 0 - 3      | 0 - 1          | X            |

## 試合結果
試合開始時間は全てCET (UTC+1)。ただし、2015年3月29日から同年10月24日の試合および2016年3月27日から同年10月29日の試合はCEST (UTC+2)。
| 2015年9月4日 18:30 |

| オランダ                                             | 4 - 0    | キプロス |
| ハテブール 4分 · ヤンセン 23分, 66分 · バズール 53分 | レポート |          |

| デ・アデラールスホルスト, デーフェンテル 主審: ソルバルドゥル・アルナソン |

| 2015年9月6日 15:00 |

| ベラルーシ      | 1 - 0    | スロバキア |
| ヤロツキー 39分 | レポート |            |

| スウツク市立競技場, スウツク 主審: ダニロ・グルイッチ |

| 2015年9月8日 18:45 |

| トルコ | 0 - 1    | オランダ        |
|        | レポート | ボエチウス 35分 |

| レジェップ・タイイップ・エルドアン・スタジアム, イスタンブール 主審: ダビデ・マッサ |

| 2015年10月8日 17:20 |

| スロバキア                          | 2 - 0    | キプロス |
| ミハリーク 62分 · ズレリャーク 70分 | レポート |          |

| スタジアム・ミヤヴァ, ミヤヴァ 主審: ビレ・ネバライネン |

| 2015年10月9日 13:00 |

| ベラルーシ | 0 - 2    | トルコ                        |
|            | レポート | シャヒン 27分 · カラマン 79分 |

| スウツク市立競技場, スウツク 主審: ロブ・ロジャース |

| 2015年10月11日 14:30 |

| オランダ      | 1 - 3    | スロバキア                                      |
| ヤンセン 16分 | レポート | フリエン 44分 · シュクリニアル 64分 · ベロ 69分 |

| ホファートスタディオン, ナイメーヘン 主審: アイタン・シェメウレビッチ |

| 2015年10月13日 16:00 |

| キプロス | 0 - 1    | ベラルーシ          |
|          | レポート | クリモヴィッチ 84分 |

| アモホストス・スタジアム, ラルナカ 主審: ニコラ・ダバノビッチ |

| 2015年11月12日 13:30 |

| キプロス | 0 - 3    | トルコ                                                           |
|          | レポート | バシャチュコール 33分 · アイハン 53分 · マウクタリス 67分 (o.g.) |

| アモホストス・スタジアム, ラルナカ 主審: ジョナタン・ラルド |

| 2015年11月12日 18:30 |

| オランダ      | 1 - 0    | ベラルーシ |
| ヤンセン 25分 | レポート |            |

| コニング・ヴィレムII・スタディオン, ティルブルフ 主審: アナトリー・ザブチェンコ |

| 2015年11月17日 16:30 |

| ベラルーシ                        | 2 - 2    | キプロス                         |
| ラサドキン 10分 · サヴィツキ 48分 | レポート | アントニオウ 6分 · マクリス 42分 |

| ゴロドスコイ・スタディオン, ボリソフ 主審: ルーメル・タライエフ |

| 2015年11月17日 18:00 |

| スロバキア                                                                     | 4 - 2    | オランダ            |
| ミハリーク 50分 · ルスナーク 64分 · フリエン 83分 · ズレリャーク 90+4分 (pen.) | レポート | ヤンセン 16分, 23分 |

| スタジアム・ミヤヴァ, ミヤヴァ 主審: サンドロ・シェラー |

| 2016年3月29日 17:45 |

| スロバキア                                                               | 5 - 0    | トルコ |
| ズレリャーク 10分, 79分 (pen.), 85分 · ルスナーク 23分 · ミハリーク 75分 | レポート |        |

| スタジアム・ミヤヴァ, ミヤヴァ 主審: チアゴ・マルティンス |

| 2016年9月1日 23:00 |

| トルコ | 0 - 1    | キプロス        |
|        | レポート | カテラリス 22分 |

| オスマンリ・スタデュム, アンカラ |

| 2016年9月2日 17:15 |

| ベラルーシ                   | 2 - 2    | オランダ                          |
| サヴィツキ 18分 (pen.), 76分 | レポート | エル・ガジ 68分 · ルカッセン 78分 |

| FCミンスク・スタジアム, ミンスク |

| 2016年9月5日 23:00 |

| キプロス | 0 - 3    | スロバキア                                 |
|          | レポート | フリエン 1分 · ベロ 58分 · ルスナーク 72分 |

| アモホストス・スタジアム, ラルナカ |

| 2016年9月6日 23:00 |

| トルコ            | 1 - 0    | ベラルーシ |
| チャーラヤン 10分 | レポート |            |

| オスマンリ・スタデュム, アンカラ |

| 2016年10月6日 |

| オランダ | 0 - 0    | トルコ |
|          | レポート |        |

| AFASスタディオン, アルクマール |

| 2016年10月7日 |

| スロバキア                               | 3 - 1    | ベラルーシ        |
| シャフランコ 36分, 61分 · フリエン 901分 | レポート | ヤブロンスキ 72分 |

| スタジアム・ミヤヴァ, ミヤヴァ |

| 2016年10月10日 |

| キプロス      | 1 - 4    | オランダ                                                          |
| イオアヌ 20分 | レポート | ファン・デ・ベーク 17分 · ベルフワイン 41分, 66分 · バズール 57分 |

| アモホストス・スタジアム, ラルナカ |

| 2016年10月11日 |

| トルコ                 | 1 - 1    | スロバキア           |
| フルシュカ 44分 (o.g.) | レポート | ロボツカ 70分 (pen.) |

| アランヤ・オバ・スタデュム, アランヤ |